# Rudimental
Rudimental ist ein vierköpfiges Musikkollektiv aus dem Londoner Stadtbezirk Hackney. Der Stil der Band vereint Drum and Bass und elektronische Musik.

## Karriere

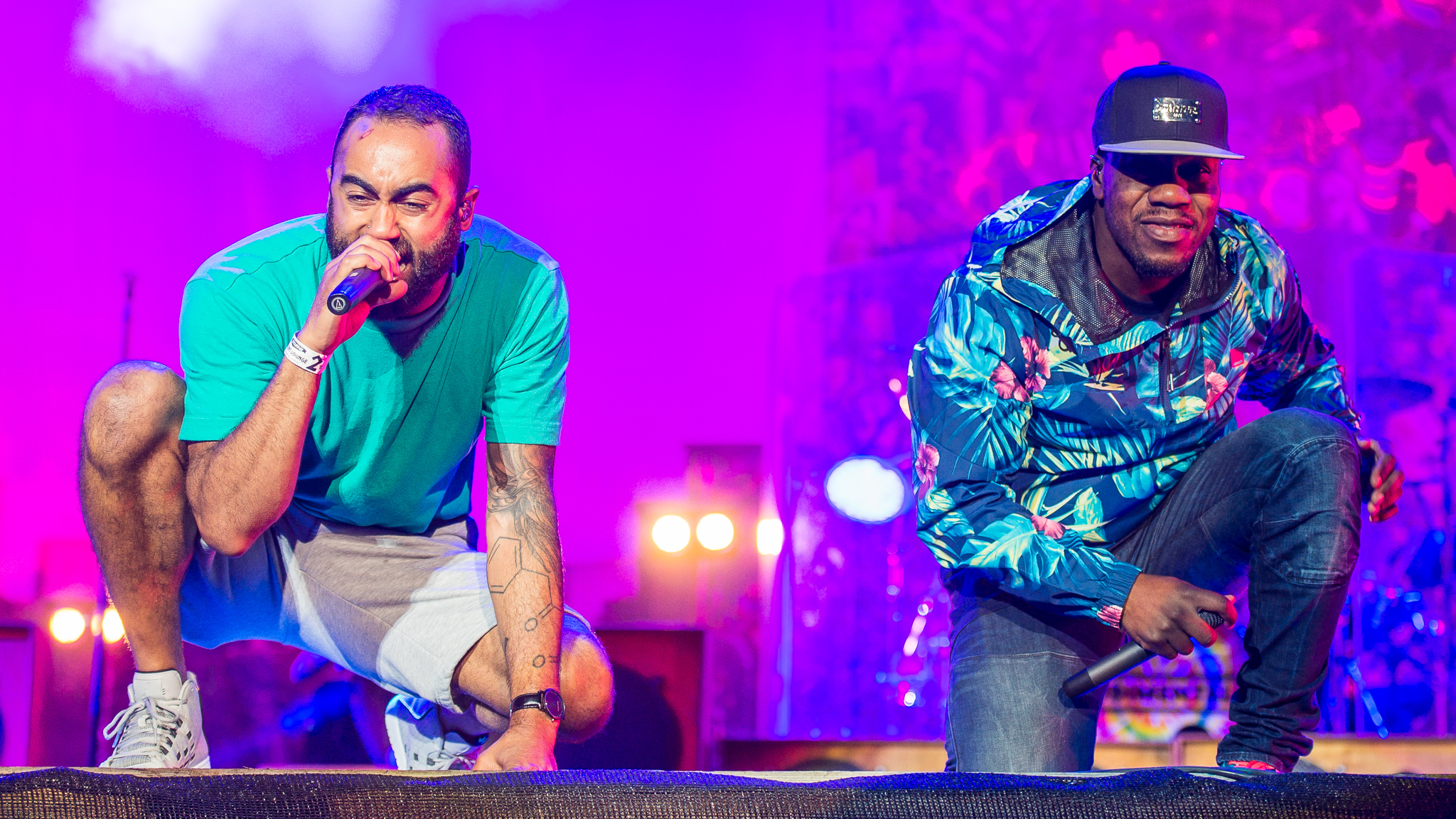
Rudimental beim Rock im Park 2016

Im Februar 2012 veröffentlichten Rudimental auf Black Butter Records ihre erste Single Spoons, für die sie die beiden Sänger MNEK und Syron gewonnen hatten. Das vom Detroit Techno beeinflusste Stück wurde ein Underground-Hit. Ihre zweite Single Feel the Love nahmen sie gemeinsam mit John Newman auf. Der Titel wurde von DJs wie Zane Lowe von BBC Radio 1 zur „Hottest Record in the World“ und zur „Single of the Week“ gekürt. Nach Veröffentlichung am 28. Mai 2012 stieg er bis auf Platz 1 der britischen iTunes-Charts.
Am 29. April 2013 wurde das erste Studioalbum Home durch die Warner Music Group veröffentlicht. Auf diesem Album sind die beiden Singles Feel the Love und Not Giving In enthalten. Am 14. April 2013 wurde die Single Waiting All Night veröffentlicht, die sofort Platz 1 der britischen Single-Charts belegte.
Das am 18. November 2013 veröffentlichte Lied Free, das ebenfalls vom Album Home stammt und vorrangig von Emeli Sandé gesungen wird, konnte sich auf Platz 38 der deutschen Singlecharts platzieren. In Österreich erreichte es Platz 41 und im Vereinigten Königreich sogar Platz 26 der jeweiligen Singlecharts.
Ende 2013 wurden sie für die Open-Air-Festivals Rock im Park und Rock am Ring im Folgejahr in Nürnberg und am Nürburgring bestätigt.

## Diskografie

### Studioalben
| Jahr | Titel Musiklabel                              | Höchstplatzierung, Gesamtwochen, AuszeichnungChartplatzierungen (Jahr, Titel, Musiklabel, Platzierungen, Wochen, Auszeichnungen, Anmerkungen) | Höchstplatzierung, Gesamtwochen, AuszeichnungChartplatzierungen (Jahr, Titel, Musiklabel, Platzierungen, Wochen, Auszeichnungen, Anmerkungen) | Höchstplatzierung, Gesamtwochen, AuszeichnungChartplatzierungen (Jahr, Titel, Musiklabel, Platzierungen, Wochen, Auszeichnungen, Anmerkungen) | Höchstplatzierung, Gesamtwochen, AuszeichnungChartplatzierungen (Jahr, Titel, Musiklabel, Platzierungen, Wochen, Auszeichnungen, Anmerkungen) | Höchstplatzierung, Gesamtwochen, AuszeichnungChartplatzierungen (Jahr, Titel, Musiklabel, Platzierungen, Wochen, Auszeichnungen, Anmerkungen) | Anmerkungen                             |
| Jahr | Titel Musiklabel                              | DE | AT | CH | UK | US | Anmerkungen                             |
| ---- | --------------------------------------------- | --- | --- | --- | --- | --- | --------------------------------------- |
| 2013 | Home Warner Music UK (WMG)                    | — | AT56 (1 Wo.)AT | CH34 (4 Wo.)CH | UK1 ×2Doppelplatin · (91 Wo.)UK | — | Erstveröffentlichung: 29. April 2013    |
| 2015 | We the Generation Asylum Records (WMG)        | DE100 (1 Wo.)DE | — | CH32 (1 Wo.)CH | UK1 Gold · (22 Wo.)UK | US190 (2 Wo.)US | Erstveröffentlichung: 2. Oktober 2015   |
| 2019 | Toast to Our Differences Asylum Records (WMG) | — | — | CH31 (1 Wo.)CH | UK5 Silber · (7 Wo.)UK | — | Erstveröffentlichung: 25. Januar 2019   |
| 2021 | Ground Control Asylum Records (WMG)           | — | — | — | UK16 (1 Wo.)UK | — | Erstveröffentlichung: 3. September 2021 |

### EPs
- 2019: Distinction

### Singles
| Jahr | Titel Album                           | Höchstplatzierung, Gesamtwochen, AuszeichnungChartplatzierungen (Jahr, Titel, Album, Platzierungen, Wochen, Auszeichnungen, Anmerkungen) | Höchstplatzierung, Gesamtwochen, AuszeichnungChartplatzierungen (Jahr, Titel, Album, Platzierungen, Wochen, Auszeichnungen, Anmerkungen) | Höchstplatzierung, Gesamtwochen, AuszeichnungChartplatzierungen (Jahr, Titel, Album, Platzierungen, Wochen, Auszeichnungen, Anmerkungen) | Höchstplatzierung, Gesamtwochen, AuszeichnungChartplatzierungen (Jahr, Titel, Album, Platzierungen, Wochen, Auszeichnungen, Anmerkungen) | Höchstplatzierung, Gesamtwochen, AuszeichnungChartplatzierungen (Jahr, Titel, Album, Platzierungen, Wochen, Auszeichnungen, Anmerkungen) | Anmerkungen                                                                         |
| Jahr | Titel Album                           | DE | AT | CH | UK | US | Anmerkungen                                                                         |
| ---- | ------------------------------------- | --- | --- | --- | --- | --- | ----------------------------------------------------------------------------------- |
| 2012 | Feel the Love Home                    | DE59 (6 Wo.)DE | AT14 (16 Wo.)AT | — | UK1 ×3Dreifachplatin · (67 Wo.)UK | — | Erstveröffentlichung: 14. Mai 2012 feat. John Newman                                |
| 2012 | Not Giving In Home                    | — | — | — | UK14 Platin · (27 Wo.)UK | — | Erstveröffentlichung: 18. November 2012 feat. John Newman & Alex Clare              |
| 2013 | Waiting All Night Home                | — | AT37 (7 Wo.)AT | CH67 (1 Wo.)CH | UK1 ×3Dreifachplatin · (38 Wo.)UK | — | Erstveröffentlichung: 14. April 2013 feat. Ella Eyre                                |
| 2013 | Right Here Home                       | — | — | — | UK14 Silber · (7 Wo.)UK | — | Erstveröffentlichung: 12. August 2013 feat. Foxes                                   |
| 2013 | Free Home                             | DE38 (13 Wo.)DE | AT41 (7 Wo.)AT | — | UK26 Silber · (6 Wo.)UK | — | Erstveröffentlichung: 18. November 2013 feat. Emeli Sandé                           |
| 2014 | Powerless Home                        | — | — | — | UK73 (2 Wo.)UK | — | Erstveröffentlichung: 18. Februar 2014 feat. Becky Hill                             |
| 2014 | Pompeii / Waiting All Night –         | — | — | — | UK21 (3 Wo.)UK | — | Promoveröffentlichung: 19. Februar 2014 mit Bastille feat. Ella Eyre                |
| 2015 | Bloodstream We the Generation         | — | — | — | UK2 Platin · (45 Wo.)UK | US— GoldUS | Erstveröffentlichung: 29. März 2015 mit Ed Sheeran                                  |
| 2015 | Never Let You Go We the Generation    | — | — | — | UK29 (6 Wo.)UK | — | Erstveröffentlichung: 4. Juni 2015 feat. Foy Vance                                  |
| 2015 | Rumour Mill We the Generation         | — | — | — | UK67 Silber · (6 Wo.)UK | — | Erstveröffentlichung: 28. August 2015 feat. Anne-Marie & Will Heard                 |
| 2015 | Lay It All on Me We the Generation    | DE31 Gold · (28 Wo.)DE | AT23 (23 Wo.)AT | CH26 (25 Wo.)CH | UK12 Platin · (29 Wo.)UK | US48 Platin · (16 Wo.)US | Erstveröffentlichung: 25. September 2015 feat. Ed Sheeran                           |
| 2017 | Sun Comes Up Toast to Our Differences | DE76 Gold · (5 Wo.)DE | AT50 (5 Wo.)AT | CH48 (13 Wo.)CH | UK6 Platin · (22 Wo.)UK | — | Erstveröffentlichung: 30. Juni 2017 feat. James Arthur                              |
| 2018 | These Days Toast to Our Differences   | DE3 ×3Dreifachgold · (33 Wo.)DE | AT1 Platin · (34 Wo.)AT | CH2 (49 Wo.)CH | UK1 ×5Fünffachplatin · (54 Wo.)UK | US— PlatinUS | Erstveröffentlichung: 19. Januar 2018 feat. Jess Glynne, Macklemore & Dan Caplen    |
| 2018 | Let Me Live Toast to Our Differences  | — | — | CH99 (1 Wo.)CH | UK42 Silber · (11 Wo.)UK | — | Erstveröffentlichung: 15. Juni 2018 mit Major Lazer feat. Anne-Marie & Mr Eazi      |
| 2018 | Walk Alone Toast to Our Differences   | — | — | — | UK80 Silber · (2 Wo.)UK | — | Erstveröffentlichung: 26. Oktober 2018 feat. Tom Walker                             |
| 2019 | Something About You Distinction       | — | — | — | UK87 Silber · (1 Wo.)UK | — | Erstveröffentlichung: 9. August 2019 mit Elderbrook                                 |
| 2020 | Come Over –                           | — | — | — | UK26 Gold · (13 Wo.)UK | — | Erstveröffentlichung: 28. August 2020 feat. Anne-Marie & Tion Wayne                 |
| 2020 | Regardless Euphoric Sad Songs         | — | — | — | UK37 Silber · (11 Wo.)UK | — | Erstveröffentlichung: 20. November 2020 mit Raye                                    |
| 2020 | Be the One –                          | — | — | — | UK49 Silber · (12 Wo.)UK | — | Erstveröffentlichung: 11. Dezember 2020 feat. Morgan, Digga D & Tike                |
| 2023 | Dancing Is Healing –                  | — | — | — | UK5 Platin · (25 Wo.)UK | — | Erstveröffentlichung: 21. April 2023 feat. Charlotte Plank & Vibe Chemistry         |
| 2023 | Die Young –                           | — | — | — | UK73 (2 Wo.)UK | — | Erstveröffentlichung: 23. Juni 2023 feat. Venbee                                    |
| 2024 | Green & Gold –                        | — | — | — | UK29 Gold · (16 Wo.)UK | — | Erstveröffentlichung: 23. Februar 2024 mit Skepsis feat. Charlotte Plank & Riko Dan |
| 2024 | Bring Me Joy –                        | — | — | — | UK63 (13 Wo.)UK | — | Erstveröffentlichung: 21. Juni 2024 mit Karen Harding                               |
| 2025 | All I Know –                          | — | — | — | UK56 (15 Wo.)UK | — | Erstveröffentlichung: 4. April 2025 feat. Khalid                                    |
| 2025 | Back to Me –                          | — | — | — | UK43 (… Wo.)UK | — | Erstveröffentlichung: 11. Juli 2025 mit Jess Glynne                                 |

Weitere Singles
- 2011: Deep in the Valley (feat. MC Shantie)
- 2011: Speeding (feat. Adiyam)
- 2012: Spoons (feat. MNEK & Syron)
- 2014: Give You Up (feat. Alex Clare)
- 2015: I Will for Love (feat. Will Heard)
- 2016: Common Emotion (feat. MNEK)
- 2016: Healing (feat. Joseph Angel)
- 2018: Summer Love (mit Rita Ora)
- 2018: Toast to Our Differences (feat. Shungudzo, Protoje & Hak Baker)
- 2018: They Don’t Care About Us (feat. Maverick Sabre & Yebba)
- 2019: Scared of Love (feat. Ray BLK & Stefflon Don)
- 2019: Stigawana (mit The Martinez Brothers feat. Faith Mussa)
- 2019: Mean That Much (mit Preditah feat. Morgan)
- 2020: Krazy (feat. Afronaut Zu)
- 2020: Easy on Me (mit The Martinez Brothers)

### Gastbeiträge
| Jahr | Titel Album | Höchstplatzierung, Gesamtwochen, AuszeichnungChartplatzierungen (Jahr, Titel, Album, Platzierungen, Wochen, Auszeichnungen, Anmerkungen) | Höchstplatzierung, Gesamtwochen, AuszeichnungChartplatzierungen (Jahr, Titel, Album, Platzierungen, Wochen, Auszeichnungen, Anmerkungen) | Höchstplatzierung, Gesamtwochen, AuszeichnungChartplatzierungen (Jahr, Titel, Album, Platzierungen, Wochen, Auszeichnungen, Anmerkungen) | Höchstplatzierung, Gesamtwochen, AuszeichnungChartplatzierungen (Jahr, Titel, Album, Platzierungen, Wochen, Auszeichnungen, Anmerkungen) | Höchstplatzierung, Gesamtwochen, AuszeichnungChartplatzierungen (Jahr, Titel, Album, Platzierungen, Wochen, Auszeichnungen, Anmerkungen) | Anmerkungen                                                           |
| Jahr | Titel Album | DE | AT | CH | UK | US | Anmerkungen                                                           |
| ---- | ----------- | --- | --- | --- | --- | --- | --------------------------------------------------------------------- |
| 2024 | Alibi –     | DE— aDE | — | — | UK10 Platin · (26 Wo.)UK | — | Erstveröffentlichung: 12. Januar 2024 Ella Henderson feat. Rudimental |

Weitere Gastbeiträge
- 2019: Stand By (#CWC19) (LORYN feat. Rudimental)

### Remixe
- 2011: Ed Sheeran – Lego House
- 2012: Ed Sheeran – Drunk
- 2012: Benny Banks – Bada Bing
- 2012: Labrinth – Express Yourself
- 2012: Wretch 32 – Hush Little Baby
- 2012: Paper Crows – Happier
- 2016: Rag ’n’ Bone Man – Human
- 2019: Zara Larsson – Don’t Worry Bout Me

## Auszeichnungen für Musikverkäufe
| Goldene Schallplatte - Australien - 2019: für die Single Let Me Live - 2024: für die Single Alibi - Belgien - 2012: für die Single Feel the Love - 2014: für die Single Waiting All Night - 2024: für die Single Alibi - Brasilien - 2024 für die Single Regardless - Dänemark - 2013: für das Streaming Feel the Love - 2015: für die Single Bloodstream - Frankreich - 2024: für die Single Alibi - Irland - 2013: für die Single Feel the Love - Neuseeland - 2020: für die Single Let Me Live - Norwegen - 2013: für das Streaming Waiting All Night - 2013: für das Streaming Not Giving In - Polen - 2021: für die Single Regardless - 2021: für die Single Lay It All on Me - 2022: für die Single Sun Comes Up - 2023: für die Single Rumour Mill - 2024: für die Single Alibi | Platin-Schallplatte - Australien - 2013: für die Single Waiting All Night - 2014: für das Album Home - Belgien - 2018: für die Single These Days - Dänemark - 2016: für die Single Lay It All on Me - Kanada - 2019: für die Single Bloodstream - Neuseeland - 2014: für die Single Free - 2018: für das Album We the Generation - 2019: für die Single Sun Comes Up - 2024: für das Album Toast to Our Differences - Norwegen - 2013: für das Streaming Feel the Love - Portugal - 2022: für die Single These Days 2× Platin-Schallplatte - Australien - 2013: für die Single Not Giving In - 2016: für die Single Lay It All on Me - 2016: für die Single Bloodstream - 2020: für die Single Sun Comes Up - Italien - 2016: für die Single Lay It All on Me - Kanada - 2019: für die Single Lay It All on Me - Neuseeland - 2016: für die Single Not Giving In - Spanien - 2024: für die Single These Days | 3× Platin-Schallplatte - Australien - 2012: für die Single Feel the Love - Dänemark - 2022: für die Single These Days - Italien - 2019: für die Single These Days - Neuseeland - 2021: für das Album Home - 2022: für die Single Lay It All on Me - 2024: für die Single Waiting All Night - 2025: für die Single Bloodstream - Polen - 2024: für die Single These Days 4× Platin-Schallplatte - Australien - 2015: für die Single Free - Kanada - 2021: für die Single These Days - Neuseeland - 2025: für die Single Feel the Love 5× Platin-Schallplatte - Australien - 2020: für die Single These Days 6× Platin-Schallplatte - Neuseeland - 2025: für die Single These Days Diamantene Schallplatte - Frankreich - 2020: für die Single These Days |

Anmerkung: Auszeichnungen in Ländern aus den Charttabellen bzw. Chartboxen sind in ebendiesen zu finden.
| Land/RegionAuszeichnungen für Musikverkäufe (Land/Region, Auszeichnungen, Verkäufe, Quellen) | Silber     | Gold       | Platin       | Diamant  | Verkäufe   | Quellen              |
| -------------------------------------------------------------------------------------------- | ---------- | ---------- | ------------ | -------- | ---------- | -------------------- |
| Australien (ARIA)                                                                            | —          | 2× Gold2   | 22× Platin22 | —        | 1.610.000  | aria.com.au          |
| Belgien (BRMA)                                                                               | —          | 3× Gold3   | Platin1      | —        | 80.000     | ultratop.be          |
| Brasilien (PMB)                                                                              | —          | Gold1      | —            | —        | 20.000     | pro-musicabr.org.br  |
| Dänemark (IFPI)                                                                              | —          | 2× Gold2   | 4× Platin4   | —        | 345.000    | ifpi.dk              |
| Deutschland (BVMI)                                                                           | —          | 3× Gold3   | Platin1      | —        | 1.000.000  | musikindustrie.de    |
| Frankreich (SNEP)                                                                            | —          | Gold1      | —            | Diamant1 | 433.333    | snepmusique.com      |
| Irland (IRMA)                                                                                | —          | Gold1      | —            | —        | 7.500      | Einzelnachweise      |
| Italien (FIMI)                                                                               | —          | —          | 5× Platin5   | —        | 250.000    | fimi.it              |
| Kanada (MC)                                                                                  | —          | —          | 7× Platin7   | —        | 560.000    | musiccanada.com      |
| Neuseeland (RMNZ)                                                                            | —          | Gold1      | 28× Platin28 | —        | 735.000    | radioscope.co.nz NZ2 |
| Norwegen (IFPI)                                                                              | —          | 2× Gold2   | Platin1      | —        | —          | ifpi.no              |
| Österreich (IFPI)                                                                            | —          | —          | Platin1      | —        | 30.000     | ifpi.at              |
| Polen (ZPAV)                                                                                 | —          | 5× Gold5   | 3× Platin3   | —        | 275.000    | olis.pl              |
| Portugal (AFP)                                                                               | —          | —          | Platin1      | —        | 10.000     | Einzelnachweise      |
| Spanien (Promusicae)                                                                         | —          | —          | 2× Platin2   | —        | 120.000    | elportaldemusica.es  |
| Vereinigte Staaten (RIAA)                                                                    | —          | Gold1      | 2× Platin2   | —        | 2.500.000  | riaa.com             |
| Vereinigtes Königreich (BPI)                                                                 | 9× Silber9 | 3× Gold3   | 19× Platin19 | —        | 13.360.000 | bpi.co.uk            |
| Insgesamt                                                                                    | 9× Silber9 | 25× Gold25 | 97× Platin97 | Diamant1 |            |                      |